# Chen Chao-Hsiu
Chen Chao-Hsiu ist eine chinesische Autorin von Lebenshilfe-Büchern und Romanen.
Sie wurde in Taiwan geboren, wo sie in Buddhismus, Konfuzianismus und Daoismus unterrichtet wurde. In Wien und Salzburg studierte sie Klassische Musik. Darüber hinaus besitzt sie Kenntnisse in Yoga und altchinesischer Heilkunde.
Die Feng-Shui-Expertin arbeitet heute als Schriftstellerin, Malerin, Kalligraphin und Komponistin in Rom.

## Werke (Auswahl)
- Vom Geheimnis beständiger Gesundheit, 2005, ISBN 3-491-45055-1
- Vom Geheimnis der erfüllten Liebe, 2004, ISBN 3-491-45046-2
- Vom Geheimnis des langen Lebens, 2004, ISBN 3-491-45045-4
- Vom Geheimnis echter Lebensfreude, 2005, ISBN 3-491-45058-6
- Vom Geheimnis inneren Reichtums, 2004, ISBN 3-491-45047-0
- Vom Geheimnis stetigen Erfolgs, 2005, ISBN 3-491-45057-8
- Vom Geheimnis vollkommener Gelassenheit, 2005, ISBN 3-491-45056-X
- Vom Geheimnis wahrer Freundschaft, 2004, ISBN 3-491-45048-9
- Der Meister, 2005, ISBN 3-548-74238-6
- Lächelnde List, 2001, ISBN 3-7205-2184-2
- Das Lied der Hoffnung, 2005, ISBN 3-352-00724-1
- Reis in Jadeschalen: Das spirituelle China, 2008, ISBN 978-3-7934-2068-2